# ایوبا
ایوبا (به پرتغالی: Aiuaba) یک سکونتگاه مسکونی در برزیل است که در سئارا واقع شده‌است.